# Château Bel-Air (Médoc)
Pour les articles homonymes, voir Château Bel Air.
Le château Bel Air Gloria est un domaine viticole de 37 hectares dans le Médoc, situé à Cussac-Fort-Médoc en Gironde. C'est une AOC haut-médoc.

## Histoire du domaine
En 1980, Françoise Triaud rachètent les premières parcelles, au terme de quatre ans de recherche et après la signature de vingt et un actes notariés différents, elle a pu reconstituer 35 hectares du vignoble de Château Bel Air.
Renommé « Château Bel Air Gloria » depuis le millésime 2014 pour pouvoir être plus facilement identifié par les amateurs de vin considérant le nombre de propriétés viticoles portant le nom de « Bel Air ».

## Le terroir
Le sol se compose de belles croupes graveleuses au sous-sol constitué en majorité d’argile bleue, ce qui contribue à donner au vin un caractère riche, capiteux, et très coloré. Dans la pure tradition médocaine, l’encépagement est de 65 % de cabernet sauvignon et 35 % de merlot. Environ 15 hectares du vignoble sont constitués de vignes ayant plus de 30 ans de moyenne d’âge.

## Le vin
Après des vendanges manuelles, la vinification est assurée par la même équipe que celle qui produit le château Gloria et le château Saint-Pierre.